# Prosopocoilus serricornis granosus
Prosopocoilus serricornis granosus es una subespecie de coleóptero de la familia Lucanidae.

## Distribución geográfica
Habita en Etiopía.